# Парамон (Голубка)
Єпископ Парамон (у миру Федір Михайлович Голубка; 26 червня 1977, с. Угля, Тячівський район, Закарпатська область, УРСР) — архієрей Російської православної церкви, єпископ Наро-Фомінський, вікарій патріарха Московського і всієї Русі. Голова Фінансово-господарського управління (з 25 серпня 2020 року). Намісник Троїце-Сергієвої лаври (2019—2020).
Іменини: 12 грудня (мученика Парамона Віфінського).

## Біографія
Народився 26 червня 1977 року в селі Угля Тячівського району Закарпатської області України в сім'ї службовців. У 1984 році вступив в Углянського середню школу, яку закінчив в 1994 році .
У 1994 році зарахований на перший курс Московської духовної семінарії. 5 грудня 1996 ректором Московської духовної академії і семінарії єпископом Верейським Євгеном (Решетниковим) поставлений у читця . У 1997 році згідно з поданим проханням прийнятий до числа братії Троїце-Сергієвої лаври як послушник. У цьому ж році після закінчення семінарії зарахований на перший курс Московської духовної академії .
30 березня 1998 року по благословенню патріарха Московського і всієї Русі Алексія II архімандритом Феогностом, намісником Троїце-Сергієвої лаври, пострижений в чернецтво з ім'ям Парамон, в честь святого мученика Парамона Віфінського . 23 липня 1998 єпископом Орєхово-Зуєвським Алексієм (Фроловим) в храмі Ризоположення на Донській висвячений в сан ієродиякона . 14 жовтня 2000 року в Покровському храмі Свято-Покровського Хотькова монастиря патріархом Московським і всієї Русі Алексієм II рукоположений в сан ієромонаха .
У 2001 році до дня Святої Трійці ректором Московської духовної академії і семінарії архієпископом Верейским Євгеном (Решетниковим) нагороджений знаком священичої відмінності — правом носіння набедренника . У тому ж році закінчив Московську духовну академію .
У грудні 2001 року з благословення патріарха Московського і всієї Русі Алексія II направлений у відрядження в Південно-Сахалінську і Курильську єпархію, де з 31 грудня 2001 року по 1 червня 2010 року ніс послух намісника Воскресенського кафедрального собору міста Южно-Сахалінська . У 2002 році до дня Святої Пасхи з благословення патріарха Московського і всієї Русі Алексія II удостоєний права носіння наперсного хреста . У 2003 року з благословення патріарха Московського і всієї Русі Алексія II до 10-річчя Південно-Сахалінської і Курильської єпархії єпископом Південно-Сахалінським і Курильських Данилом (Доровських) зведений в сан ігумена . У 2004 році за поданням єпископа Южно-Сахалінського і Курильського Данила патріархом Московським і всієї Русі Алексієм II удостоєний права носіння палиці і хреста з прикрасою .
У січні 2009 року брав участь в роботі Помісного собору Російської православної церкви як делегат від священства Південно-Сахалінської і Курильської єпархії .
З 1 червня 2010 року по 12 квітня 2012 року ніс послух у Троїце-Сергієвій лаврі (клирос, канонарх) .
22 березня 2011 рішенням Священного синоду Російської православної церкви включений до складу створеної тоді ж робочу групу при Патріархові Московському і всієї Русі з питань перенесення святинь . 30 травня того ж року перейменована в Комісію з питань принесення святинь .
12 квітня 2011 року указом патріарха Московського і всієї Русі Кирила призначений штатним кліриком парафії храму Різдва Пресвятої Богородиці в Капотні міста Москви .
28 листопада 2011 року розпорядженням патріарха Московського і всієї Русі Кирила була утворена комісія з координації виставкової діяльності Російської православної церкви, головою якої був призначений ігумен Парамон. Підсумком роботи комісії стало «Положення про виставкову діяльність Російської православної церкви», прийняте в березні 2012 року рішенням Вищої церковної ради і затверджене патріархом Кирилом. У документі "відображений найкращий досвід Церкви за минулі два десятиліття в проведенні таких заходів, а також вказано вектор їх розвитку. Визначено поняття «православна виставка», «православна виставка-форум», «православна виставка-ярмарок», «православний ярмарок» " .
24 лютого 2012 року указом патріарха Московського і всієї Русі Кирила призначений штатним священиком храму святих апостолів Петра і Павла в Лефортові .
26 червня 2012 року рішенням Священного синоду Російської православної церкви призначений намісником московського Донського монастиря .

### Архієрейство
22 жовтня 2015 року рішенням Священного синоду ігумен Парамон обраний єпископом Бронніцком, вікарієм патріарха Московського і всієї Русі .
27 жовтня того ж року в храмі святого Олександра Невського Донського монастиря Москви митрополитом Санкт-Петербурзьким і Ладозьким Варсонофієм (Судакова) був зведений в сан архімандрита .
3 листопада 2015 року розпорядженням патріарха Кирила призначений керуючим Північним і Північно-західним вікаріатством міста Москви .
5 листопада 2015 року в хрестовому храмі Володимирської ікони Божої Матері Патріаршої резиденції в Чистому провулку міста Москви названий на єпископа Бронницкого .
2 грудня в кафедральному соборі міста Москви — в храмі Христа Спасителя відбулася хіротонія архімандрита Парамона в єпископа Бронницкого, яку здійснили патріарх Кирило, митрополит Санкт-Петербурзький і Ладозький Варсонофій (Судаков), митрополит Истринский Арсеній (Єпіфанов), митрополит Архангельський і Холмогорський Даниїл (Доровських), митрополит Барнаульський і Алтайський Сергій (Іванніков), митрополит Смоленський і Рославльський Ісидор (Тупикин), архієпископ Сергієво-Посадський Феогност (Гузиков), єпископ Гурій (Шалімов), єпископ Серафим (Залізницький), єпископ Дмитровський Феофілакт (Моісеєв), єпископ Солнєчногорський Сергій (Чашин), єпископ Ієронім (Чернишов), єпископ Орєхово-Зуєвський Пантелеїмон (Шатов), єпископ Воскресенський Сава (Міхєєв), єпископ Бердянський і Приморський Єфрем (Просянок) ; єпископ Єгор'євський Тихон (Шевкунов), єпископ Богородский Антоній (Севрюк) .
26 лютого 2019 року рішенням Священного синоду Російської православної церкви призначений намісником Свято-Троїцької Сергієвої лаври з титулом " Сергієво-Посадський " із звільненням з посади намісника Донського ставропігійного чоловічого монастиря Москви, з висловленням подяки за понесені труди .
28 лютого 2019 року розпорядженням патріарха Кирила звільнений від управління Північним і Північно-західним вікаріатством міста Москви . 12 березня 2019 йому було повернуто управління Північним вікаріатством міста Москви .
19 липня 2019 резолюцією патріарха Кирила звільнений з посади голови комісії з координації виставкової діяльності Російської Православної Церкви .
В кінці березня 2020 року, після того як в зв'язку з поширенням COVID-19 на Священний Синод Російської православної церкви ухвалив рішення про введення жорстких заходів по профілактиці інфекції в храмах, в монастирі відбулися загальні збори, на якому було вирішено не йти Синодальним указам. Двері обителі на Великдень були відкриті, причастя відбувалося із загального посуду без спеціальної обробки, і все це пояснювалося «глибокою духовною потребою». В результаті вже до початку Страсного тижня в монастирі були інфіковані, а до середини травня — 10 смертей. Серед хворих був і єпископ Парамон .
25 серпня 2020 року рішенням Священного синоду звільнений з посади намісника Свято-Троїцької Сергієвої лаври зі збереженням за ним обов'язків вікарія патріарха Московського і всієї Русі з титулом «Наро-Фомінський» і призначений головою фінансово-господарського управління Московського патріархату .

## Нагороди
Церковні
- 2001 — набедренник
- 2002 — наперсний хрест
- 2004 — палиця і хрест з прикрасою

## Родина
Старший брат — єпископ Симеон (в миру Степан Михайлович Голубка), архієрей Української православної церкви (Московського патріархату), єпископ Угольський, вікарій Хустської єпархії .
Рідна сестра ігуменя Серафима (Голубка) — скарбника Архангельської єпархії Російської православної церкви.